# Daniël De Cubber
Daniël De Cubber, né le 19 avril 1954, est un joueur de football belge, qui évoluait comme milieu de terrain. Connu surtout pour ses deux passages au FC Bruges, dont il vit les meilleures années, il joue également pour d'autres clubs belges en première division et dans les divisions inférieures. Il prend sa retraite sportive en 1985.

## Carrière
Daniël De Cubber est formé à l'Union Saint-Gilloiseen 1964, dont il intègre l'équipe première en 1972. Le club est relégué en fin de saison, et il quitte le club en 1975 pour rejoindre FC Bruges, dirigé par l'autrichien Ernst Happel. Il trouve rapidement sa place dans l'effectif brugeois, avec lequel il remporte trois titres de champion de Belgique consécutifs en 1976, 1977 et 1978. Il prend également part aux épopées brugeoises en Coupes d'Europe, qui voit le club échouer d'abord en finale de la Coupe UEFA 1976, puis deux ans plus tard à celle de la Coupe des clubs champions 1978.
En octobre 1979, Daniël De Cubber quitte Bruges et rejoint le RWDM. Il y reste jusqu'à la fin de la saison, et est ensuite transféré par Beveren. Après une saison, il retourne au FC Bruges, alors en pleine reconstruction. Il joue très peu lors de la première saison après son retour, puis retrouve une place de titulaire pour la campagne 1982-1983. Il joue également la finale de la Coupe de Belgique 1983, perdue face à son ancien club, Beveren. Après cette finale, il ne joue plus aucun match sous le maillot brugeois. Ayant passé une saison sans jouer, il quitte le club et signe un contrat au RRC Tournai, en Division 3. Après une saison, il décide de mettre un terme à sa carrière, en juillet 1985.

### Palmarès
- 3 fois champion de Belgique en 1976, 1977 et 1978 avec le FC Bruges.
- Finaliste de la Coupe de Belgique en 1983 avec le FC Bruges.

### Statistiques saison par saison
| Saison    | Club      | Pays  | Championnat | Championnat | Coupe   | Coupe | Europe  | Europe | Total   | Total |
|           |           |       | Matches     | Buts        | Matches | Buts  | Matches | Buts   | Matches | Buts  |
| --------- | --------- | ----- | ----------- | ----------- | ------- | ----- | ------- | ------ | ------- | ----- |
| 1975-1976 | FC Bruges |       | 27          | 4           | 4       | 0     | 10      | 1      | 41      | 5     |
| 1976-1977 | FC Bruges |       | 9           | 1           | 1       | 1     | 3       | 0      | 13      | 2     |
| 1977-1978 | FC Bruges |       | 19          | 2           | 4       | 2     | 6       | 1      | 29      | 5     |
| 1978-1979 | FC Bruges |       | 17          | 0           | 2       | 1     | 1       | 0      | 20      | 1     |
| 1979-1980 | FC Bruges |       | 3           | 0           | 1       | 0     | 0       | 0      | 4       | 0     |
| 1981-1982 | FC Bruges |       | 3           | 0           | 1       | 0     | 0       | 0      | 4       | 0     |
| 1982-1983 | FC Bruges |       | 32          | 3           | 8       | 0     | 0       | 0      | 40      | 3     |
| 1983-1984 | FC Bruges |       | 0           | 0           | 0       | 0     | 0       | 0      | 0       | 0     |
| TOTAL     | TOTAL     | TOTAL | 110         | 10          | 21      | 4     | 20      | 2      | 151     | 16    |